# ليون كوتورير
ليون كوتورير (بالفرنسية: Léon Couturier)‏ هو رسام توضيحي ورسام فرنسي، ولد في 29 ديسمبر 1842 في ماكون في فرنسا، وتوفي في 21 ديسمبر 1935 في نويي-سور-سين في فرنسا.